# پشت‌پر خدیجه
پشت‌پر خدیجه، روستایی از توابع بخش آبژدان شهرستان اندیکا در استان خوزستان ایران است.	

## جمعیت
این روستا در دهستان کوشک قرار دارد و براساس سرشماری مرکز آمار ایران در سال ۱۳۸۵، جمعیت آن زیر سه خانوار بوده‌است.